# Лихтенштейн на зимних Олимпийских играх 1984
Лихтенштейн принимал участие в Зимних Олимпийских играх 1984 года в Сараево (Югославия). На церемонии открытия государственный флаг страны пронёс горнолыжник Гюнтер Марксер.

## Медалисты
На Олимпиаде в Сараево представители Лихтенштейна завоевали две бронзовые медали в горнолыжном спорте.
| Бронза |                 |                                                |            |
| №      | Спортсмены      | Вид спорта (дисциплина)                        | Дата       |
| 1      | Андреас Венцель | Горнолыжный спорт (гигантский слалом, мужчины) | 14 февраля |
| 2      | Урсула Концетт  | Горнолыжный спорт (слалом, женщины)            | 17 февраля |

## Состав сборной
В заявку сборной Лихтенштейна на зимние Игры 1984 года вошли 10 спортсменов (7 мужчин и 3 женщины), которые приняли участие в 8 видах соревнований в 3 олимпийских дисциплинах.
 Горнолыжный спорт
1. Андреас Венцель
2. Марио Концетт
3. Гюнтер Марксер
4. Пауль Фроммельт
5. Хьюберт Хилти
6. Петра Венцель
7. Иоланда Киндль
8. Урсула Концетт

 Лыжные гонки
1. Константин Риттер

 Санный спорт
1. Вольфганг Шедлер

## Результаты соревнований

### Лыжные виды спорта

#### Горнолыжный спорт
В соревнованиях в горнолыжном спорте от Лихтенштейна приняли участие 8 спортсменов (5 мужчин и 3 женщины). Андреас Венцель и Урсула Концетт завоевали бронзовые медали в мужском супергиганте и в женском слаломе соответственно.
Двукратная чемпионка Олимпийских игр 1980 года, одна из сильнейших универсалов в истории горнолыжного спорта Ханни Венцель не смогла принять участие в Играх в Сараево, так как была дисквалифицирована Международной федерацией лыжного спорта за подписание рекламных контрактов напрямую, в обход Федерации лыжного спорта Лихтенштейна.
Мужчины
| Соревнование      | Спортсмены      | Скоростной спуск/ 1 спуск | Скоростной спуск/ 1 спуск | Слалом/ 2 спуск      | Слалом/ 2 спуск      | Всего                | Отставание           | Место |
| Соревнование      | Спортсмены      | Время                     | Место                     | Время                | Место                | Всего                | Отставание           | Место |
| ----------------- | --------------- | ------------------------- | ------------------------- | -------------------- | -------------------- | -------------------- | -------------------- | ----- |
| скоростной спуск  | Гюнтер Марксер  | Не проводится             | Не проводится             | Не проводится        | Не проводится        | 1:47.43              | +1.84                | 13    |
| скоростной спуск  | Хьюберт Хилти   | Не проводится             | Не проводится             | Не проводится        | Не проводится        | 1:50.94              | +5.35                | 36    |
| гигантский слалом | Андреас Венцель | 1:20.64                   | 2                         | 1:21.11              | 5                    | 2:41.75              | +0.57                | 3     |
| гигантский слалом | Марио Концетт   | DNF                       | DNF                       | завершил выступление | завершил выступление | завершил выступление | завершил выступление | —     |
| гигантский слалом | Гюнтер Марксер  | 1:24.78                   | 24                        | 1:24.01              | 21                   | 2:48.79              | +7.61                | 23    |
| гигантский слалом | Хьюберт Хилти   | DNF                       | DNF                       | завершил выступление | завершил выступление | завершил выступление | завершил выступление | —     |
| слалом            | Андреас Венцель | DNF                       | DNF                       | завершил выступление | завершил выступление | завершил выступление | завершил выступление | —     |
| слалом            | Марио Концетт   | DNF                       | DNF                       | завершил выступление | завершил выступление | завершил выступление | завершил выступление | —     |
| слалом            | Гюнтер Марксер  | DNF                       | DNF                       | завершил выступление | завершил выступление | завершил выступление | завершил выступление | —     |
| слалом            | Пауль Фроммельт | DSQ                       | DSQ                       | завершил выступление | завершил выступление | завершил выступление | завершил выступление | —     |

Женщины
| Соревнование      | Спортсмены     | Скоростной спуск/ 1 спуск | Скоростной спуск/ 1 спуск | Слалом/ 2 спуск       | Слалом/ 2 спуск       | Всего                 | Отставание            | Место |
| Соревнование      | Спортсмены     | Время                     | Место                     | Время                 | Место                 | Всего                 | Отставание            | Место |
| ----------------- | -------------- | ------------------------- | ------------------------- | --------------------- | --------------------- | --------------------- | --------------------- | ----- |
| скоростной спуск  | Иоланда Киндль | Не проводится             | Не проводится             | Не проводится         | Не проводится         | 1:16.89               | +3.53                 | 25    |
| гигантский слалом | Петра Венцель  | 1:11.26                   | 17                        | 1:13.68               | 19                    | 2:24.94               | +3.96                 | 19    |
| гигантский слалом | Иоланда Киндль | DSQ                       | DSQ                       | завершила выступление | завершила выступление | завершила выступление | завершила выступление | —     |
| гигантский слалом | Урсула Концетт | 1:10.93                   | 15                        | DNF                   | DNF                   | DNF                   | DNF                   | —     |
| слалом            | Петра Венцель  | 49.80                     | 14                        | DNF                   | DNF                   | DNF                   | DNF                   | —     |
| слалом            | Иоланда Киндль | 53.13                     | 22                        | 53.30                 | 17                    | 1:46.43               | +9.96                 | 17    |
| слалом            | Урсула Концетт | 48.81                     | 2                         | 48.69                 | 6                     | 1:37.50               | +1.03                 | 3     |

#### Лыжные гонки
В лыжных гонках Лихтенштейн представлял Константин Риттер — на дистанции 15 км он занял лишь 42-е место, отстав от победителя более чем на 4 минуты.
Мужчины
| Соревнование | Спортсмены        | Результат | Отставание | Место |
| ------------ | ----------------- | --------- | ---------- | ----- |
| 15 км        | Константин Риттер | 45:41.5   | +4:15.9    | 42    |

### Санный спорт
Вольфганг Шедлер представлял Лихтенштейн в соревнованиях одиночек. Отстав по сумме четырёх попыток более чем на 2 секунды от победителя, занял 11 место.
Мужчины
| Соревнование | Спортсмены       | 1 заезд   | 1 заезд | 2 заезд   | 2 заезд | 3 заезд   | 3 заезд | 4 заезд   | 4 заезд | Итоговый результат | Отставание | Итоговое место |
| Соревнование | Спортсмены       | Результат | Место   | Результат | Место   | Результат | Место   | Результат | Место   | Итоговый результат | Отставание | Итоговое место |
| ------------ | ---------------- | --------- | ------- | --------- | ------- | --------- | ------- | --------- | ------- | ------------------ | ---------- | -------------- |
| одиночки     | Вольфганг Шедлер | 46.815    | 13      | 47.019    | 14      | 46.654    | 11      | 46.509    | 11      | 3:06.997           | +2.448     | 11             |